# ГЕС Капрун Головна
ГЕС Капрун Головна (Kaprun-Hauptstufe) — гідроелектростанція у Австрії в провінції Зальбург, яка становить нижній ступінь у складі гідровузла Капрун (використовує водні ресурси центральної частини хребта Високий Тауерн).
Спорудження гідровузла розпочалось ще у 1938 році та продовжувалось під час Другої світової війни, коли тут застосовували примусову працю військовополонених та вивезених зі сходу цивільних працівників. Проте до кінця війни вдалося здійснити лише третину запланованих інвестицій, так що завершення проєкту відбувалось вже у межах «плану Маршалла». У 1947-му відновилось будівництво головної греблі Лімберг, зупинене ще 1943 року. Греблю завершили в 1953-му, а за два роки нарешті ввели в експлуатацію ГЕС Капрун Головна, яка стала нижнім ступенем гідровузла (верхній утворила запущена у 1955-му ГЕС Лімберг).
Згадана вище гребля перекрила річку Kapruner Ache (права притока річки Зальцах, яка через Інн належить до басейну Дунаю). Ця аркова споруда має висоту 120 метрів, довжину 357 метрів та утворює водосховище Wasserfallboden із площею поверхні 0,8 км2 та об'ємом 81,2 млн м3. Воно поповнюється за рахунок відпрацьованої на верхньому ступені води, яка надалі спрямовується до розташованого нижче по долині машинного залу через головний дериваційний тунель завдовжки 7 км. Останній на своєму шляху приймає через водозбірний тунель додатковий ресурс із Zeferetbach, Grubbach (ліва притока Kapruner Ache), а також з інших приток Зальцаху, долини яких лежать далі на захід від долини Kapruner Ache — Dietersbach та Muhlbach (для цього працює насосна станція Maiskogel потужністю 2,2 МВт). В кінцевій точці головний тунель переходить у напірний водовід завдовжки 1,4 км. В цілому схема створює середній напір у 858 метрів.
Машинний зал обладнаний чотирма турбінами типу Пелтон (дві потужністю по 45 МВт та дві по 65 МВт), які забезпечують середньорічне виробництво на рівні 0,55 млрд кВт-год. Відпрацьована вода надходить до балансуючого резервуару Klammsee об'ємом 0,2 млн м3, створеного на тій же Kapruner Ache за допомогою гравітаційної греблі заввишки 19 метрів та завдовжки 73 метри.
Видача продукції відбувається по ЛЕП 110 кВ до підстанції Тауерн, звідки веде ЛЕП 220 кВ.
На станції розташований центр управління рядом об'єктів, зокрема гідровузлами Zillertal та Мальта.